# Küüdre
Küüdre (est. Küüdre järv) – jezioro w Estonii, w prowincji Võrumaa, w gminie Antsla. Położone jest na północ od wsi Kaika. Ma powierzchnię 0,7 ha linię brzegową o długości 306 m. Sąsiaduje z jeziorami Sibula, Mikilä, Viitka, Pormeistri, Kaugjärv. Położone jest na terenie Parku Narodowego Karula.